# 夜に旅
『夜に旅』（よるにたび）は、下村大助監督による日本映画である。2024年12月2日公開。「OP PICTURES 新人監督発掘プロジェクト 2023」優秀賞受賞作。
2024年11月開始の『OP PICTURES＋フェス2024』内で公開される作品の一つ。同年12月9日にはテアトル新宿で舞台挨拶が行われた。
2025年5月30日には『巨乳コテージ まさぐりの夜』のタイトルでR18編集版が公開された。『巨乳コテージ～』は70分の作品となっているほか、出演者、スタッフの一部名義が異なっている。。

## あらすじ
自殺願望のある凪は、知り合って間もない寡黙な男・吾郎とビルの屋上で心中しようと決めていたが、訳あって延期することになった。行き場のないふたりは、どうせ死ぬなら旅に出ようと誰もいない夜をさまよい、森の中のコテージにたどり着き、セックスをする。

## 登場人物
大場凪
演 - 善場まみ
佐野吾郎
演 - 飯田芳
野木風花
演 - 黒川すみれ
ミドリ
演 - 希咲那奈

## スタッフ
- 監督：下村大助[7]
- 脚本：久保田大介 下村大助
- プロデューサー：板谷洋
- 撮影：平井諒
- 衣装：庄司洋介
- ヘアメイク：仙波夏海
- 音響：岩﨑敢志
- 編集：下村大助
- 音楽：L.E sound creation
- 助監督：伊藤希紗
- 撮影助手：佐藤嵩真
- スチール：高木悠羽
- アートディレクター：Rak
- 協力：堀野泰司 福本修己
- 仕上げ：東映ラボ・テック
- 制作：osampo
- 提供・配給：オーピー映画